# Eleocharis albibracteata
Eleocharis albibracteata är en halvgräsart som beskrevs av Christian Gottfried Daniel Nees von Esenbeck, Franz Julius Ferdinand Meyen och Carl Sigismund Kunth. Eleocharis albibracteata ingår i släktet småsäv, och familjen halvgräs.

## Underarter
Arten delas in i följande underarter:
- E. a. albibracteata
- E. a. nubigena